# Hyalinobatrachium iaspidiense
Espèce
Synonymes
- Centrolenella iaspidiensis Ayarzagüena, 1992
- Hyalinobatrachium nouraguensis Lescure & Marty, 2000

Statut de conservation UICN

 DD  : Données insuffisantes
Hyalinobatrachium iaspidiense est une espèce d'amphibiens de la famille des Centrolenidae.

## Répartition
Cette espèce se rencontre :
- au Venezuela ;
- au Guyana ;
- au Suriname ;
- en Guyane ;
- au Brésil en Amazonas et au Mato Grosso ;
- au Pérou dans la région de Loreto ;
- en Équateur dans les provinces de Sucumbíos et de Napo.

Sa présence est incertaine en Colombie.

## Étymologie
Son nom d'espèce, composé de iaspidi et du suffixe latin -ense, « qui vit dans, qui habite », lui a été donné en référence au lieu de sa découverte, la Quebrada Jaspe.

## Publication originale
- Ayarzagüena, 1992 : Los centrolenidos de la Guayana Venezolana. Publicaciones de la Asociación de Amigos de Doñana, vol. 1, p. 1-46.